# Jeux paralympiques d'été de 1976
Les Jeux paralympiques d'été de 1976, Ve Jeux paralympiques d’été, se déroulent à Toronto en 1976.
Pour la première fois, des épreuves sportives sont prévues pour les athlètes aveugles ou malvoyants, et pour les amputés. Jusque lors, les Paralympiques avaient été réservés aux athlètes paraplégiques ou tétraplégiques. Pour la première fois également, une transmission télévisée quotidienne des Jeux est assurée, même si elle ne couvre à ce stade qu'une partie de l'Ontario. Les Jeux paralympiques à cette date sont encore loin de générer une couverture médiatique significative.

## Sports au programme
Treize sports sont proposés, soit trois de plus qu'en 1972. Si certains restent réservés aux athlètes paraplégiques, d'autres s'ouvrent aux amputés et aux malvoyants ; le goalball, quant à lui, est un sport spécifiquement pour les aveugles.
- Athlétisme
- Basketball en fauteuil roulant (explication)
- Boulingrin (explication)
- Dartchery (explication)
- Escrime en fauteuil roulant (explication)
- Goalball (explication)
- Haltérophilie
- Natation
- Snooker (explication)
- Tennis de table
- Tir
- Tir à l'arc
- Volleyball

## Événements marquants
- Le Canadien Arnie Boldt, âgé de 18 ans et amputé d'une jambe, est l'un des athlètes remarqués de ces Jeux. Il remporte le saut en longueur en 2,96 mètres, et le saut en hauteur en 1,86 mètre[1].
- L'Américain David Kiley établit trois nouveaux records du monde en course en fauteuil roulant (sur 100 m, 800 m et 1 500 m), et participe également à l'équipe de basketball en fauteuil roulant, qui obtient la médaille d'or[1]. Plus généralement, les Américains dominent ces Jeux, prenant de loin la première place au tableau des médailles[1].
- Les Néerlandais s'imposent dans les épreuves de natation, où ils remportent trente-six médailles d'or[1].

## Nations participantes, et boycott
Ces Jeux sont la seule édition des Jeux paralympiques à ce jour à avoir été affectées par un boycott. L'Afrique du Sud, exclue des Jeux olympiques depuis 1964 en raison de sa politique d'apartheid, continue à cette date à participer aux Jeux paralympiques. En amont des Jeux de Toronto, plusieurs pays exigent que cette nation soit exclue du mouvement paralympique. L'Afrique du Sud étant invitée malgré tout par les organisateurs, huit pays boycottent les Jeux. Le Kenya, le Soudan et la Yougoslavie n'envoient pas de délégation à Toronto. Cuba, la Jamaïque, la Hongrie et l'Inde envoient des athlètes, dans l'espoir que l'Afrique du Sud soit exclue à la dernière minute, puis se retirent avant le début de la compétition. La Pologne participe aux premières épreuves, puis se retire elle aussi pour protester contre la participation des Sud-Africains. Les autorités fédérales canadiennes, opposées à la venue des Sud-Africains, annulent leur contribution au financement des Jeux. La délégation sud-africaine, qui inclut pour la première fois des athlètes noirs (au nombre de neuf, sur trente-neuf), vit là ses derniers Jeux de l'ère de l'apartheid ; le pays sera interdit de participation en 1980. À noter que l'Ethiopie, l'Egypte et l'Ouganda, qui boycottent les Jeux olympiques d'été de 1976 (à Montréal) en raison de la participation de la Nouvelle-Zélande, pays qui entretient des relations sportives avec l'Afrique du Sud, participent aux Jeux paralympiques de Toronto, malgré la participation sud-africaine. 
A contrario la Rhodésie, exclue du mouvement olympique en 1972 en raison de ses politiques de discrimination raciale, mais qui participe aux Jeux paralympiques depuis 1960, est interdite de participation aux Jeux de Toronto : le gouvernement canadien refuse de fournir des visas à ses athlètes.
Au total, malgré la participation de nouveaux pays, le nombre de nations aux Jeux de Toronto descend ainsi à 40, contre 43 aux Jeux de Heidelberg en 1972.
| Afrique                                                          | Amériques | Asie                                                                                           | Europe | Océanie                                              |
| ---------------------------------------------------------------- | --- | ---------------------------------------------------------------------------------------------- | --- | ---------------------------------------------------- |
| - Afrique du Sud (39) - Égypte (27) - Éthiopie (1) - Ouganda (1) | - Argentine (21) - Bahamas (6) - Brésil (23) - Canada (89) - Colombie (11) - Équateur (27) - États-Unis (100) - Guatemala (11) - Mexique (32) - Pérou (2) | - Birmanie (4) - Hong Kong (11) - Indonésie (12) - Israël (58) - Japon (35) - Corée du Sud (7) | - Allemagne de l'Ouest (96) - Autriche (43) - Belgique (45) - Danemark (21) - Espagne (22) - Finlande (50) - France (54) - Grande-Bretagne (87) - Grèce (3) - Hongrie (2) - Irlande (19) - Italie (24) - Luxembourg (3) - Pays-Bas (58) - Norvège (43) - Pologne (37) - Suède (69) - Suisse (50) | - Australie (48) - Fidji (9) - Nouvelle-Zélande (14) |
| 4 pays                                                           | 10 pays | 6 pays                                                                                         | 18 pays | 3 pays                                               |

## Tableau des médailles
- Pays organisateur :  Canada

| Rang | Nation               | Or | Argent | Bronze | Total |
| ---- | -------------------- | -- | ------ | ------ | ----- |
| 1    | États-Unis           | 66 | 44     | 45     | 155   |
| 2    | Pays-Bas             | 45 | 25     | 14     | 84    |
| 3    | Israël               | 40 | 13     | 19     | 69    |
| 4    | Allemagne de l'Ouest | 37 | 34     | 26     | 97    |
| 5    | Royaume-Uni          | 29 | 29     | 36     | 94    |
| 6    | Canada               | 25 | 26     | 26     | 77    |
| 7    | Pologne              | 24 | 17     | 12     | 53    |
| 8    | France               | 23 | 21     | 14     | 58    |
| 9    | Suède                | 22 | 27     | 24     | 73    |
| 10   | Autriche             | 17 | 16     | 17     | 50    |
| 11   | Australie            | 16 | 18     | 8      | 42    |
| 12   | Mexique              | 16 | 14     | 9      | 39    |
| 13   | Finlande             | 12 | 20     | 18     | 50    |
| 14   | Suisse               | 10 | 12     | 10     | 32    |
| 15   | Japon                | 10 | 6      | 3      | 19    |
| 16   | Norvège              | 9  | 6      | 4      | 19    |
| 17   | Belgique             | 7  | 7      | 8      | 22    |
| 18   | Nouvelle-Zélande     | 7  | 1      | 5      | 13    |
| 19   | Afrique du Sud       | 6  | 9      | 11     | 26    |
| 20   | Égypte               | 5  | 2      | 1      | 8     |
| 21   | Irlande              | 4  | 10     | 6      | 20    |
| 22   | Espagne              | 4  | 6      | 2      | 12    |
| 23   | Argentine            | 3  | 4      | 7      | 14    |
| 24   | Danemark             | 3  | 0      | 3      | 6     |
| 25   | Italie               | 2  | 5      | 11     | 18    |
| 26   | Indonésie            | 2  | 1      | 4      | 7     |
| 27   | Corée du Sud         | 1  | 2      | 1      | 4     |
| 28   | Birmanie             | 1  | 1      | 1      | 3     |
| 29   | Pérou                | 1  | 0      | 2      | 3     |
| 30   | Hong Kong            | 0  | 1      | 2      | 3     |
| 31   | Brésil               | 0  | 1      | 0      | 1     |
| 32   | Guatemala            | 0  | 0      | 1      | 1     |
| 33   | Bahamas              | 0  | 0      | 0      | 0     |
| 33   | Colombie             | 0  | 0      | 0      | 0     |
| 33   | Équateur             | 0  | 0      | 0      | 0     |
| 33   | Éthiopie             | 0  | 0      | 0      | 0     |
| 33   | Fidji                | 0  | 0      | 0      | 0     |
| 33   | Grèce                | 0  | 0      | 0      | 0     |
| 33   | Luxembourg           | 0  | 0      | 0      | 0     |
| 33   | Ouganda              | 0  | 0      | 0      | 0     |